# Yrjö Väisälä
Yrjö Vaisala (6. září 1891 Kontiolahti, Finsko – 21. července 1971 Rymättylä, Finsko) byl finský astronom a fyzik. Je známý především díky velkému počtu objevených asteroidů a díky své práci v optice. Zabýval se však i Geodézií a optickou metrologií. Byl také aktivním podporovatelem esperanta.
Jeho bratři byli také známí vědci – Kalle Väisälä byl matematik a Vilho Väisälä meteorolog.

## Objevené asteroidy
- 1391 Carelia
- 1398 Donnera
- 1405 Sibelius
- 1406 Komppa
- 1407 Lindelöf
- 1421 Esperanto
- 1424 Sundmania
- 1446 Sillanpää
- 1447 Utra
- 1448 Lindbladia
- 1449 Virtanen
- 1450 Raimonda
- 1451 Granö
- 1453 Fennia
- 1454 Kalevala
- 1460 Haltia
- 1462 Zamenhof
- 1463 Nordenmarkia
- 1471 Tornio
- 1472 Muonio
- 1473 Ounas
- 1477 Bonsdorffia
- 1478 Vihuri
- 1479 Inkeri
- 1480 Aunus
- 1483 Hakoila
- 1488 Aura
- 1492 Oppolzer
- 1494 Savo
- 1495 Helsinki
- 1496 Turku
- 1497 Tampere
- 1498 Lahti
- 1499 Pori
- 1500 Jyväskylä
- 1503 Kuopio
- 1518 Rovaniemi
- 1519 Kajaani
- 1520 Imatra
- 1521 Seinäjoki
- 1523 Pieksämäki
- 1524 Joensuu
- 1525 Savonlinna
- 1526 Mikkeli
- 1527 Malmquista
- 1529 Oterma
- 1530 Rantaseppä
- 1532 Inari
- 1533 Saimaa
- 1534 Näsi
- 1535 Päijänne
- 1536 Pielinen
- 1541 Estonia
- 1542 Schalén
- 1548 Palomaa
- 1549 Mikko
- 1551 Argelander
- 1552 Bessel
- 1567 Alikoski
- 1631 Kopff
- 1646 Rosseland
- 1656 Suomi
- 1659 Punkaharju
- 1677 Tycho Brahe
- 1678 Hveen
- 1696 Nurmela
- 1699 Honkasalo
- 1723 Klemola
- 1740 Paavo Nurmi
- 1757 Porvoo
- 2067 Aksnes
- 2091 Sampo
- 2096 Väinö
- 2194 Arpola
- 2204 Lyyli
- 2243 Lönnrot
- 2258 Viipuri
- 2292 Seili
- 2299 Hanko
- 2333 Porthan
- 2379 Heiskanen
- 2397 Lappajärvi
- 2454 Olaus Magnus
- 2464 Nordenskiöld
- 2479 Sodankylä
- 2486 Metsähovi
- 2502 Nummela
- 2512 Tavastia
- 2535 Hämeenlinna
- 2638 gadolinia
- 2639 Planman
- 2678 Aavasaksa
- 2679 Kittisvaara
- 2690 Ristiina
- 2715 Mielikki
- 2716 Tuulikki
- 2733 Hamina
- 2737 Kotka
- 2750 Loviisa
- 2802 Weisell
- 2820 Iisalmi
- 2826 Ahti
- 2885 Palva
- 2898 Neuvo
- 2962 Otto
- 2972 Niilo
- 3037 Alku
- 3099 Hergenrother
- 3166 Klondike
- 3212 Agricola
- 3223 Forsius
- 3272 Tillandz
- 3281 Maupertuis
- 3522 Becker
- 3606 Pohjola
- 3897 Louhi
- 4181 Kivi
- 4266 Waltari
- 4512 Sinuhe
- 5073 Junttura
- (5153) 1940 GO
- (6073) 1939 UB
- 6572 Carson